# رومان فيشنياك
رومان فيشنياك (19 أغسطس 1897 - 22 يناير 1990)، هو مصور فوتوغرافي روسي-أمريكي اشتهر بالتقاط صور لثقافة اليهود في وسط وشرق أوروبا قبل الهولوكوست. تم وضع أرشيف كبير من أعماله في المركز الدولي للتصوير الفوتوغرافي حتى عام 2018، عندما تبرعت به ابنة مارا فيشنياك كوهن لمجموعة «Magnes» للفنون والحياة اليهودية في جامعة كاليفورنيا، بيركلي.

## صور

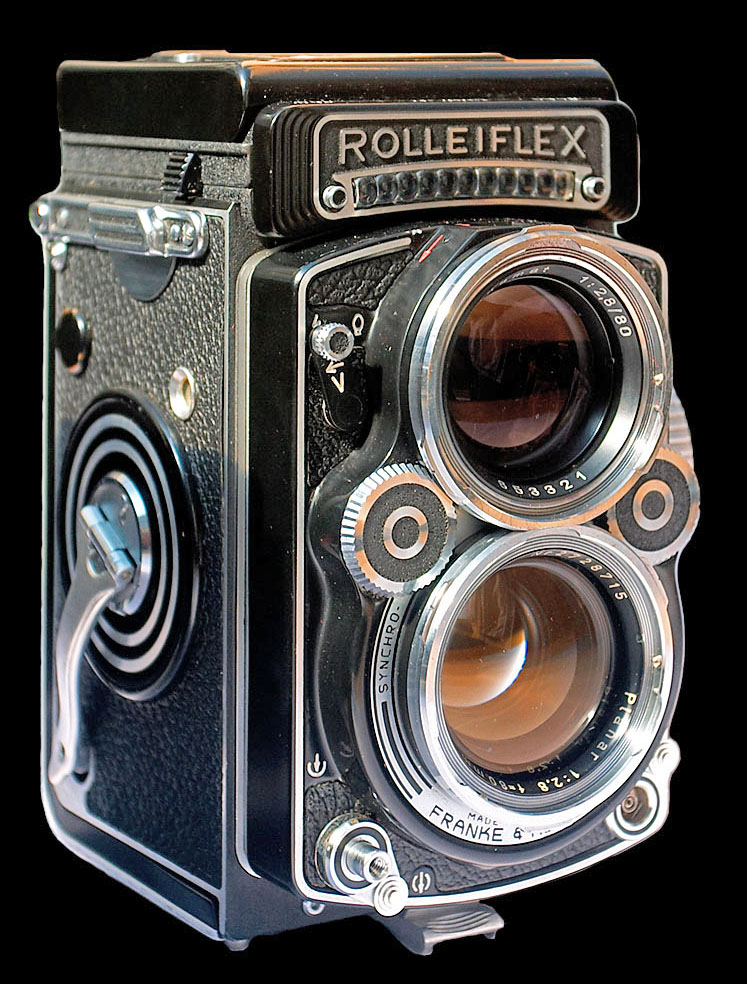
في وقت لاحق، تم استخدام نموذج لكاميرا Rolleiflex مثل Vishniac في أوروبا الشرقية
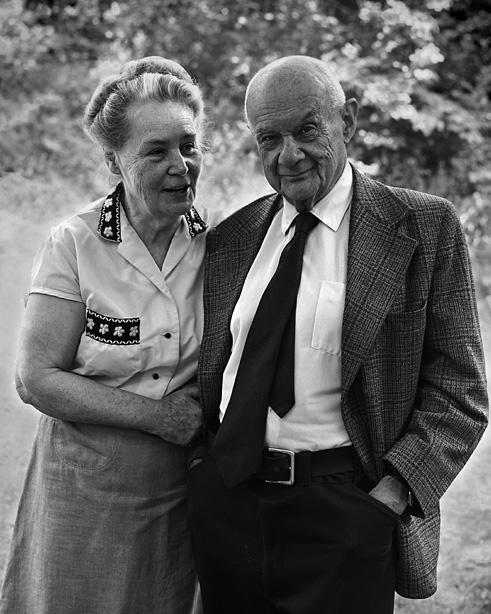
رومان وإديث فيشنياك، 1977.
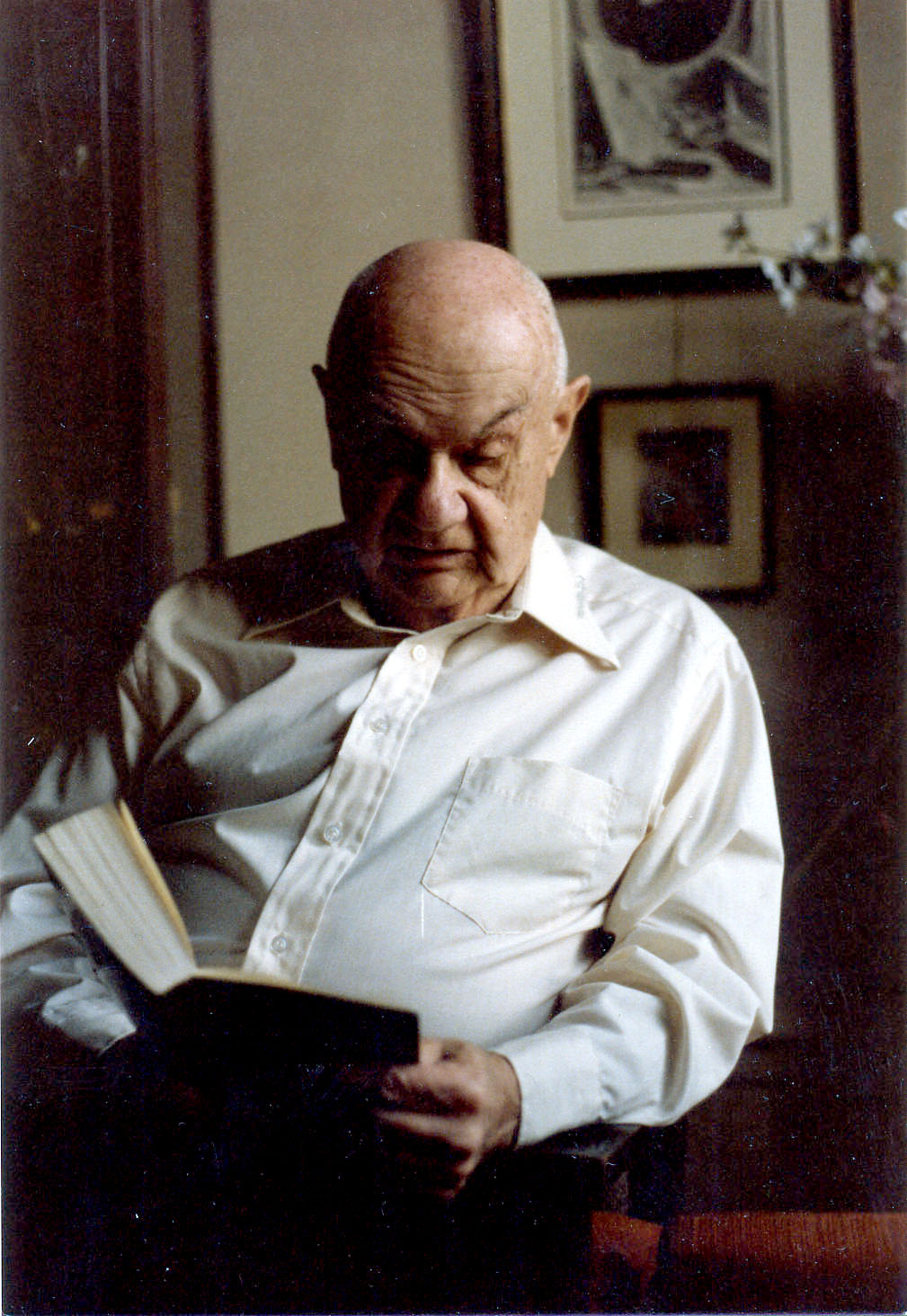
فيشنياك 1981 من قبل دانيال جي كريلينشتاين.

### المنظمات
- المركز الدولي للتصوير - صاحب حقوق التأليف والنشر لأعمال رومان.
- لجنة التوزيع المشتركة اليهودية الأمريكية - كلفت في الأصل برحلات فيشنياك إلى أوروبا الشرقية.

## روابط خارجية
- أرشيف روماني فيشنياك في المركز الدولي للتصوير الفوتوغرافي
- مقابلة مع حفيد رومان
- يتضمن معرض Howard Greenberg معرضًا لـ 31 من صور Roman Vishniac.
- كل نسخة محفوظة 20 فبراير 2009 على موقع واي باك مشين. صفحة ويب فيشنياك نسخة محفوظة 20 فبراير 2009 على موقع واي باك مشين. لأفرايم فيشنياك، حفيد رومان، توضح بالتفصيل شجرة عائلة الفيشنياك.
- مجموعة مكتبة جامعة ساوث كارولينا نيوزفيلم للتصوير العلمي لرومان فيشنياك: 100 صورة